# Noncourt
Pour l’article homonyme, voir Noncourt-sur-le-Rongeant.
Noncourt est une ancienne commune du département des Vosges en région Grand Est. Elle est fusionnée à celle de Neufchâteau depuis 1965.

## Géographie
Noncourt est situé au sud de Neufchâteau, sur la rive droite de la Meuse.

## Toponymie
Anciennes mentions : Unocurt (1109), Capellam de Hunacourt (1123), Unacurt (1131), Ononcort (1187), Uncicurt pour Unacurt (1187), Onocourt (1230), Onocort (1235), Enoncourt devant le Nuefchastel (1282), Ononcourt (1282), Honocourt devant le Nuefchastel (1283), Enencourt (1300), Apud Enancuriam juxta Novum Castrum (xiiie siècle), Avencuria corr. Anencuria (1402), Ynoncourt (1458), Noncourt (1545), Moncourt (1594), Noncour (1656).  
D'un nom de personne germanique Huno + cortem.

## Histoire
Noncourt dépendait du duché de Lorraine dans le bailliage de Vôge puis dans celui de Neufchâteau. Sur le plan religieux, ce village dépendait du doyenné de Neufchâteau dans le diocèse de Toul en tant qu'annexe de la paroisse Saint-Christophe. Il y avait par ailleurs, sur le ban du village, un fief appelé Maison-de-Rome.
En 1628, la terre de Noncourt appartenait au sieur du même nom, sénéchal de Bourmont. En 1780, elle était à M. Hennequin, comte de Frenel, ce dernier la vendit a M. de Stack qui y fit bâtir un château. La chapelle castrale fut cédée à la commune par les seigneurs, en s'y réservant une tribune. M. de Gournay, évêque de Scythie, avait permis en 1628 d'y faire les fonctions pastorales.
Le 1er janvier 1965, la commune de Noncourt est rattachée à celle de Neufchâteau sous le régime de la fusion simple.

## Administration
| Période                                  | Période | Identité      | Étiquette | Qualité |
| ---------------------------------------- | ------- | ------------- | --------- | ------- |
| ?                                        | 1965    | Jean Houillon |           |         |
| Les données manquantes sont à compléter. |         |               |           |         |

## Démographie
| 1793 | 1800 | 1806 | 1821 | 1831 | 1836 | 1841 | 1846 | 1856 |
| ---- | ---- | ---- | ---- | ---- | ---- | ---- | ---- | ---- |
| 248  | 235  | 278  | 288  | 280  | 286  | 326  | 356  | 319  |

| 1861 | 1866 | 1876 | 1881 | 1886 | 1891 | 1896 | 1901 | 1906 |
| ---- | ---- | ---- | ---- | ---- | ---- | ---- | ---- | ---- |
| 341  | 374  | 369  | 406  | 434  | 411  | 438  | 348  | 365  |

| 1911 | 1921 | 1926 | 1931 | 1936 | 1946 | 1954 | 1962 | - |
| ---- | ---- | ---- | ---- | ---- | ---- | ---- | ---- | - |
| 368  | 331  | 340  | 338  | 359  | 366  | 391  | 524  | - |

## Lieux et monuments
- Église paroissiale Saint-Anatole[6] ou Sainte-Ursule[7],[8],[9].
- Croix de chemin en pierre du XVIe siècle, classée au titre des monuments historiques par arrêté du 21 mars 1910[10].